# Diecezja Mbujimayi
Diecezja  Mbujimayi – diecezja rzymskokatolicka w Demokratycznej Republice Konga. Powstała w 1963 jako administratura apostolska Mbuji-Mayi. Podniesiona do rangi  diecezji w 1966 (pod obecną nazwą).

## Biskupi diecezjalni
- Joseph Ngogi Nkongolo † (1966–1991)
- Tharcisse Tshibangu (1991–2009)
- Bernard Kasanda, od 2009